# Podabrus hana
Podabrus hana es una especie de coleóptero de la familia Cantharidae.

## Distribución geográfica
Habita en Japón.